# Stretto di Jailolo
Lo stretto di Jailolo (indonesiano: Selat Jailolo) è un braccio di mare che separa l'isola di Halmahera, a ovest, dall'isola di Gebe ad est. Lo stretto, che ha una larghezza di circa 45 km, collega l'oceano Pacifico, a nord, con il mar di Halmahera, a sud.